# Markus Klaer

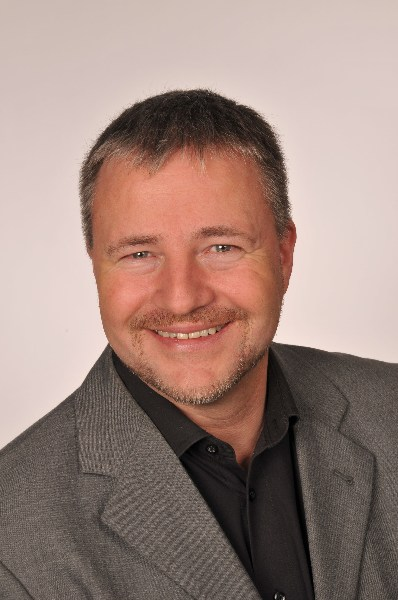
Markus Klaer (2011)

Markus Klaer (* 26. Juni 1968 in Geseke, Nordrhein-Westfalen; † 21. Mai 2020 in Berlin) war ein deutscher Politiker (CDU). Er war von 2011 bis 2016 und erneut seit August 2019 bis zu seinem Tod Mitglied des Abgeordnetenhauses von Berlin.

## Leben
Markus Klaer legte im Juni 1987 das Abitur am Gymnasium Antonianum im westfälischen Geseke ab und trat zum Oktober in die Bundeswehr ein, wo er eine Ausbildung zum Offizier begann. Er studierte zwischen 1991 und 1995 Vermessungswesen an der Universität der Bundeswehr München. Daraufhin wurde er von 1996 bis 1997 in der Vermessungsunterstützung Ost der Bundeswehr im Landesvermessungsamt Mecklenburg-Vorpommern in Schwerin eingesetzt.
Von 1998 bis 2000 absolvierte er ein Referendariat in der Senatsverwaltung für Stadtentwicklung in Berlin, das er mit dem Großen Staatsexamen als Vermessungsassessor abschloss.
Seit September 2000 war er Geschäftsführer des Verbandes für Landentwicklung und Flurneuordnung Brandenburg.

## Politik
Markus Klaer trat 1999 der CDU Berlin bei und war seit dem ununterbrochen Mitglied im Ortsverband Alt-Tempelhof.
2001 wurde er zum Beisitzer des Vorstands gewählt, seit 2003 war er Vorsitzender der CDU Alt-Tempelhof sowie Mitglied des Kreisvorstandes der CDU Tempelhof-Schöneberg. Dort hatte er auch den Posten des Beauftragten für Internet und Onlinekommunikation inne. Er war zudem Delegierter des Kreis- und Landesparteitags.
Von Februar 2015 bis März 2019 war Klaer Landesvorsitzender des Berliner CDU-Arbeitskreises Lesben und Schwule in der Union.

### Abgeordnetenhaus von Berlin
Bei den Wahlen zum Abgeordnetenhaus 2006 trat Klaer erstmals als Direktkandidat im Wahlkreis Tempelhof-Schöneberg 2 an, konnte sich jedoch gegen den SPD-Herausforderer Lars Oberg nicht durchsetzen.
Auch bei den Abgeordnetenhauswahlen 2011 trat Klaer erneut als Direktkandidat an, dieses Mal im Wahlkreis Tempelhof-Schöneberg 4. Er konnte zwar einen Achtungserfolg erringen, dennoch unterlag er dem damaligen SPD-Fraktionsvorsitzenden Michael Müller, der das Mandat erneut direkt gewann.

#### 17. Legislaturperiode (2011–2016)
Nachdem Nicolas Zimmer zum Staatssekretär ernannt worden war und deswegen das Parlamentsmandat abgeben musste, zog Klaer schließlich als Nachrücker in das Abgeordnetenhaus ein. In der 17. Wahlperiode war er Mitglied des Hauptausschusses, des Wissenschaftsausschusses sowie des Ausschusses für Europa- und Bundesangelegenheiten und Medien.
Bei den Wahlen im September 2016 trat Klaer erneut gegen den inzwischen zum Regierenden Bürgermeister gewählten Michael Müller an und unterlag deutlich. Schließlich konnte er sich auch kein Mandat über die Bezirksliste sichern und schied aus dem Abgeordnetenhaus aus.

#### 18. Legislaturperiode (2019–2020)
Nachdem Hildegard Bentele im Mai 2019 in das Europäische Parlament gewählt worden war, verzichtete sie zum 31. Juli 2019 auf das Mandat im Abgeordnetenhaus. Weil die vorplatzierten Nachrücker Monika Thamm und Daniel Dittmar aus persönlichen Gründen ebenfalls ihren Verzicht erklärten, zog Klaer am 1. August 2019 erneut in das Abgeordnetenhaus ein.
Er war ordentliches Mitglied im Hauptausschuss, im Ausschuss für Wissenschaft und Forschung sowie im Unterausschuss Bezirke.
Nach Klaers Tod rückte am 28. Mai 2020 Johannes Werner in das Abgeordnetenhaus nach.

## Persönliches
Klaer war römisch-katholischen Glaubens, Mitglied des Deutschen Bundeswehrverbands, des DVW Berlin-Brandenburg e.V. – Gesellschaft für Geodäsie, Geoinformation und Landmanagement sowie des Lesben- und Schwulenverbandes in Deutschland, dessen Landesverband Berlin-Brandenburg er seit Mai 2019 als Vorstandsmitglied angehörte.
Er war ledig und wohnte im Berliner Ortsteil Tempelhof. Markus Klaer starb im Mai 2020 im Alter von 51 Jahren an den Folgen einer Lungenentzündung. Sein Grab befindet sich auf dem Alten St.-Matthäus-Kirchhof in Berlin-Schöneberg.